# Cyperales
Cyperales es un orden de Fanerógamas. Usada en el sistema Engler (actualizó en 1964) y en sistema Wettstein, consistía en una sola Familia. En el sistema Cronquist es usada para un orden (ubicado en subclases Commelinidae) y circunscripto en (1981):
- orden Cyperales
familia Cyperaceae
familia Poaceae (o Gramineae)

El APG II, usado aquí, asigna a estas plantas en el orden Poales
- Datos: Q1860104
- Multimedia: Cyperales / Q1860104